# Oederemia precisa
Oederemia precisa är en fjärilsart som beskrevs av W. Warren 1910. Oederemia precisa ingår i släktet Oederemia och familjen nattflyn. Inga underarter finns listade i Catalogue of Life.